# گارگین نژده
گارگین دِر-هاروتیونیان (ارمنی: Գարեգին Տեր-Հարությունյան) معروف به گارگین نژده (به ارمنی: Գարեգին Նժդեհ) (معنی نژده به زبان ارمنی زائر یا مهاجر می‌باشد)، (زاده، نخجوان در روستای کزنوت ۱۸۸۶ - درگذشته، شهر ولادیمیر ۱۹۵۵) متفکر سیاسی، فدایی، متخصص فن لشکرکشی و تدابیر جنگی و او یکی از رهبران کلیدی سیاسی و نظامی اولین جمهوری ارمنستان، فدراسیون انقلابی ارمنی و قهرمان ملی ارمنیان می‌باشد.
او مبارز آزادی‌بخش ملی و فعال انقلابی در طی جنگ بالکان و جنگ جهانی اول می‌باشد.
گارگین نژده در سال ۱۹۲۱ دولتی خودگردان به نام جمهوری کوهستان ارمنستان را ایجاد نمود که هدف آن مبارزه با بلشویک و شرکت در جنگ ارمنستان–جمهوری آذربایجان بوده‌است.

## زندگی
گارگین نژده فرزند یک کشیش و جوانترین از چهار فرزند خانواده بود. در دوران کودکی پدر خود (یغیشه) را از دست داد. او تحصیلات خود را در مدرسه تفلیس-روسی ادامه داد. در سن ۱۷ سالگی به جنبش آزادی‌بخش ارمنی پیوست. نژده به سن پترزبورگ نقل مکان می‌کند و در دانشگاه محلی آنجا ادامه تحصیل می‌دهد.
او در سال ۱۹۰۶ میلادی به بلغارستان می‌رود و وارد دانشگاه نظامی آن کشور می‌شود و در سال ۱۹۰۷ میلادی از آن دانشگاه فارغ‌التحصیل می‌شود.

## جنگ بالکان
نژده در سال ۱۹۰۸م به ارمنستان بازمی‌گردد و عضو فدراسیون انقلابی ارمنی می‌شود. گارگین نژده به همراه یپرم‌خان در جنبش مشروطه ایران فعالانه شرکت می‌کند.
او در سال ۱۹۰۹ میلادی به قفقاز بازگشته ولی توسط مقامات روسی دستگیر، و به مدت ۳ سال روانه زندان می‌شود.
در سال ۱۹۱۲ میلادی به همراه آندرانیک اوزانیان یک گردان ارمنی را تشکیل می‌دهند و به همراه سپاه داوطلب بلغاری به مبارزه علیه امپراتوری عثمانی در جنگ اول بالکان برای آزادی تراکیه و مقدونیه شرکت می‌کند.
او در جنگ دوم بالکان زخمی می‌شود. به پاس فداکاری‌های او در جنگ مفتخر به (صلیب شجاعت) از سوی مقامات بلندپایه بلغارستان می‌شود.

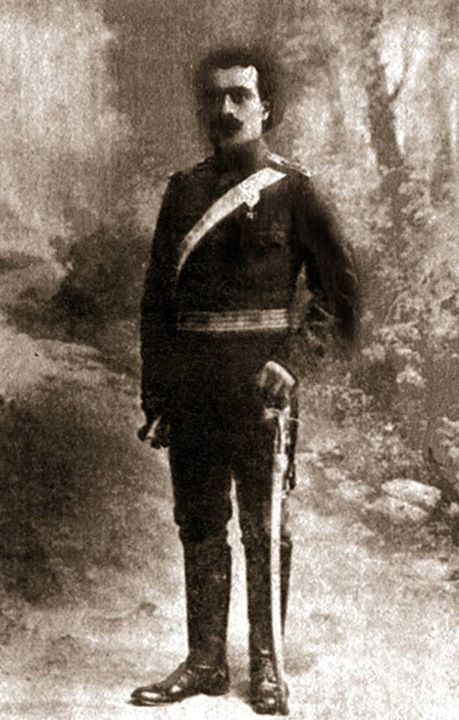
گارگین نژده در لباس افسر ارتش بلغارستان در طول جنگهای بالکان
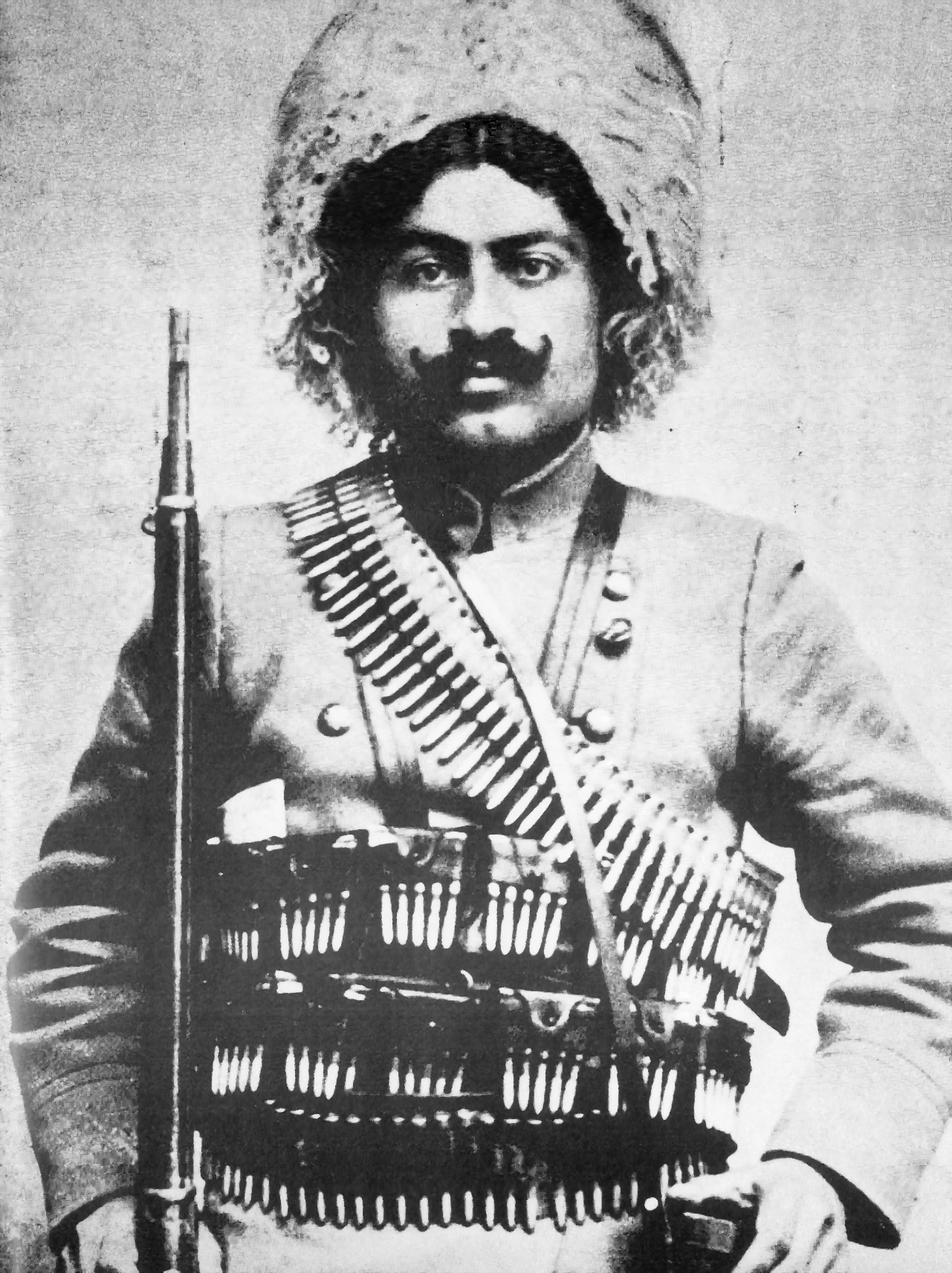
گارگین نژده
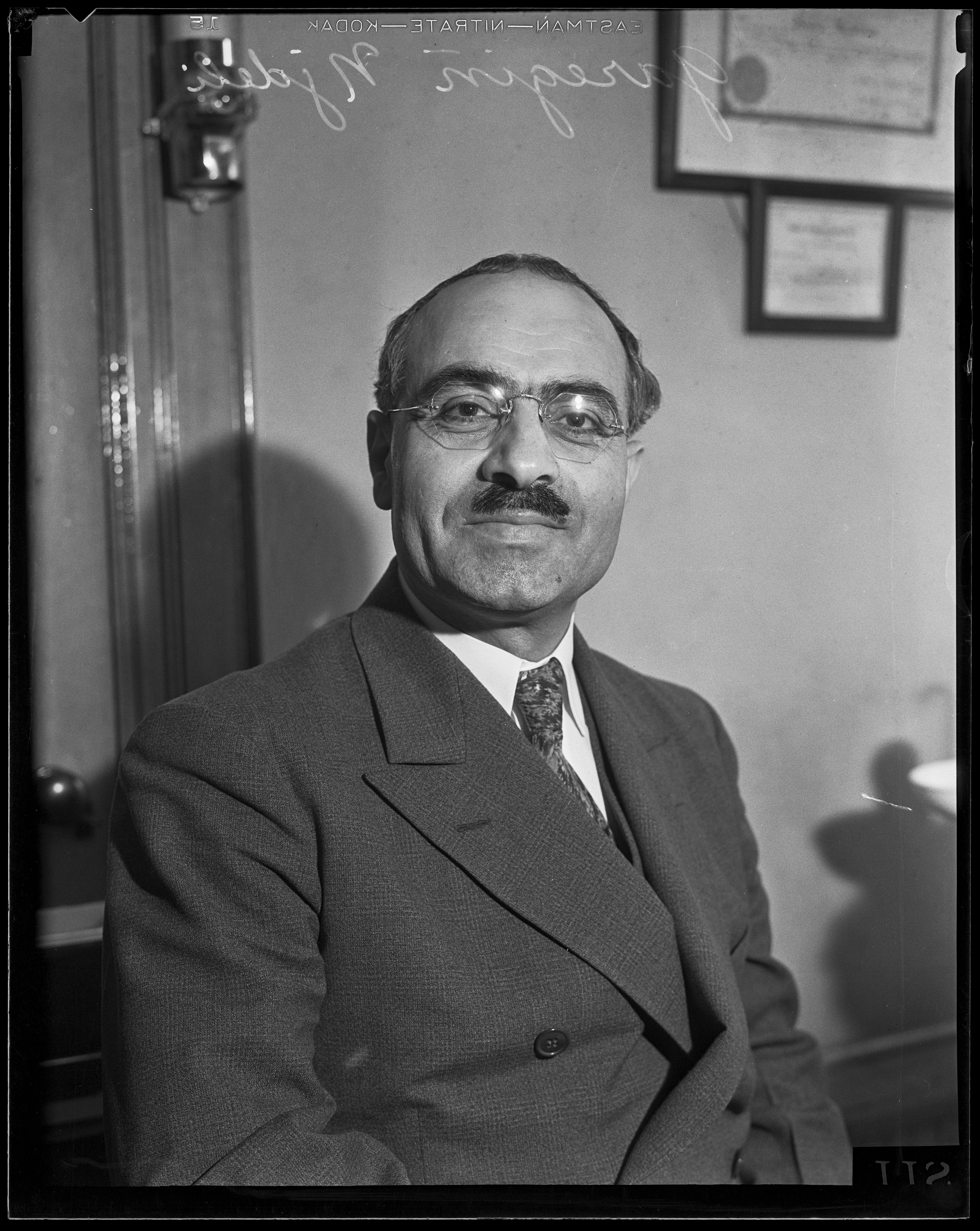

## جنگ جهانی اول
گارگین نژده در سال ۱۹۱۴ به قفقاز بازمی‌گردد و برای مبارزه با نیروی عثمانی یک واحد داوطلب ارمنی را تشکیل می‌دهد. در سال ۱۹۱۵ به فرمان درو فرمانده واحد دوم داوطلب ارمنی می‌شود. در سال ۱۹۱۶ میلادی او فرماندهی واحد نظامی مشترک ارمنی و یزدی را برعهده می‌گیرد. پس از انقلاب مارس ۱۹۱۷ روسیه و خروج ارتش روسیه از شرق ترکیه، در بهار ۱۹۱۸ میلادی نیروهای خود را از روستای آلاجای در نزدیکی آنی (شهر باستانی) اقدام به یک عقب‌نشینی تاکتیکی می‌زند و به گیومری بازمی‌گردد.

## نبرد وانادزور
پس از درگیری با نیروهای عثمانی در گیومری، در استحکامات نظامی ساخته شده در وانادزور به نبرد ارتش عثمانی می‌شتابد او توانست با بسیج مردم و ایجاد یک نیروی مردمی به همراه نیروهای داوطلب ارمنی خود در یک نبرد ۴ روزه (که گارگین نژده آن نبرد را نبرد مقدس نامید، نبرد در خط مقدم، نجات ابدی ماست) تلفات سنگینی را به نیروهای متخاصم وارد سازد.
پس از نبرد سارداراباد و استقلال ارمنستان او به عنوان استاندار نخجوان منصوب می‌شود، و در سال ۱۹۱۹ میلادی فرمانده سپاه جنوبی ارتش ارمنی را برعهده می‌گیرد.

## جمهوری کوهستانی ارمنستان

نشان جمهوری کوهستانی ارمنستان

سپاه یازدهم سرخ به نام روسیه شوروی در ۲۹ نوامبر وارد مناطقی از ارمنستان می‌شود و به همراه منطقه آرتساخ آن مناطق را اشغال می‌کند و از فرمانده نیروهای ارمنی در آرتساخ خواست که واحدهای خود را فراخوانند.
بعد از اشغال- شوروی، قره باغ و کوهستان زنگه‌زور را به عنوان بخشی از مناطق جمهوری سوسیالیستی شوروی آذربایجان می‌نامد. گارگین نژده به شدت به مخالفت برخاست او به رهبری نیروهای داوطلب ارمنی در سیونیک یک منطقه خودگردان تشکیل می‌دهد و مبارزه خود را علیه ارتش سرخ و آذربایجان شوروی ادامه می‌دهد.
در ۲۶ آوریل ۱۹۲۱ در کنگره زانگزوریان در تاتو (روستا) اعلام شد که استان وایوتس‌جور و آرتساخ و کوهستان زنگه‌زور تحت کنترل جمهوری کوهستانی ارمنستان قرار می‌گیرد؛ ولی در بین آوریل و ژوئیه ۱۹۲۱ ارتش سرخ عملیات نظامی گسترده‌ای را در منطقه آغاز نمود و از شمال و شرق به منطقه سیونیک حمله‌ور شد. پس از جنگ شدید در ژوئیه همان سال شوروی با وعده حفظ آن مناطق به عنوان بخشی از ارمنستان شوروی جنگ را خاتمه می‌دهد.
نژده به همراه تعدادی از سربازان و چندی از روشنفکران از مرز ایران گذشته و وارد تبریز می‌شود.

## فعالیت‌های سازمانی

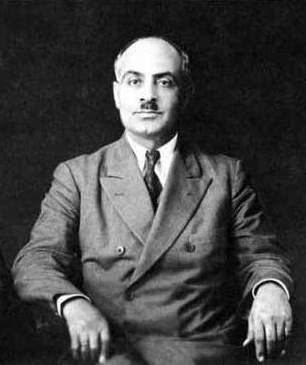
گارگین نژده ۱۹۳۰م

نژده بعد از ۴ ماه اقامت در تبریز به صوفیه نقل مکان می‌کند. در آن شهر ازدواج می‌کند و تشکیل خانواده می‌دهد. نژده در یک فعالیتهای سازمانی در بخارست، پلوودیو و بوستون، ماساچوست به عنوان ناظر مشغول به کار می‌شود. در سال ۱۹۳۳ به همراه هم حزبی خود کوپرنیک تانترجیان به آمریکا نقل مکان می‌کنند.
او در بوستون دو سازمان تأسیس می‌کند. (فدراسیون جوانان ارمنی و سازمان جوانان از فدراسیون انقلابی ارمنی)
او به شهرهای مختلف آمریکا و کانادا سفر کرد و جوانان ارمنی را به گرد خود درآورد و یک جنبش جوانان ارمنی به نام "Tseghakron" را تشکیل داد که بعدها به فدراسیون جوانان ارمنی تغییر نام داد. در سال ۱۹۳۷ در پلوودیو روزنامه‌ای را به نام "Razmig" را تأسیس نمود. همراه با گروهی از روشنفکران ارمنی در صوفیه او جنبش ملی‌گرایی به نام (تارون) را تأسیس نمود و مقاله‌ای به نام "Taroni Artsiv" را منتشر نمود.
در طول اقامت خود در بلغارستان با سازمان انقلابی مقدونی-بلغاری و شاعر نمادگرای بلغاری به نام تئودور ترایانوف ارتباط نزدیکی را برقرار نمود.

## دستگیری و محاکمه

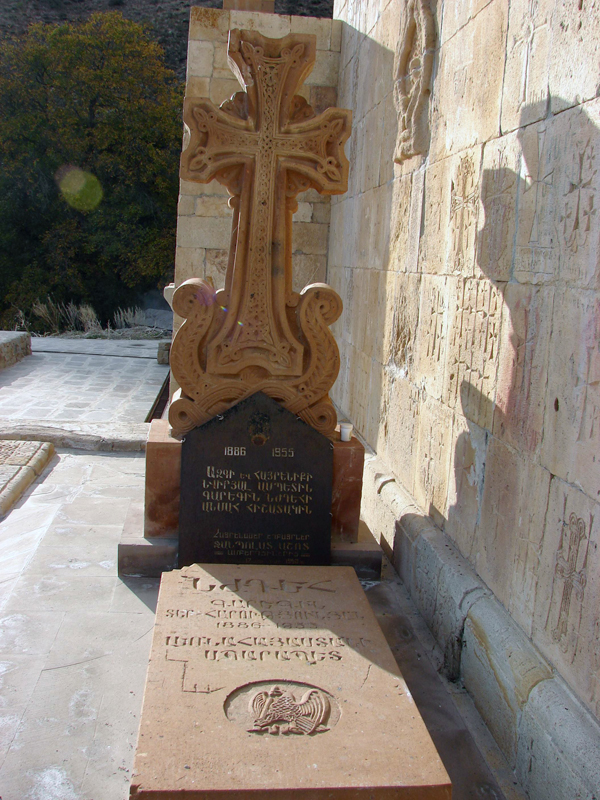
سنگ قبر گارگین نژده در کلیسای اسپیتاکاوور

در ۹ سپتامبر ۱۹۴۴م نژده نامه‌ای به ژوزف استالین می‌فرستد مبتنی بر حمایت او به عنوان رهبر اتحاد جماهیر شوروی برای حمله به ترکیه، این طرح به منظور مجازات آنکارا برای همکاری با نازی‌ها و همچنین آزادی اراضی اشغال شده در ارمنستان غربی توسط ترکیه. این طرح به شدت توسط استالین و نظامیان شوروی در طی سالهای ۱۹۴۵ و ۱۹۴۷ مورد بحث قرار گرفت.
گارگین نژده برای سفر به مسکو به بخارست می‌رود ولی دستگیر و زندانی می‌شود. پس از دستگیری او همسر و پسرش به پاولیکنی تبعید می‌شوند.
گارگین نژده بعد از دستگیری از سوی کاگ‌ب نامه‌ای به دولت شوروی می‌فرستد:
«تُف بر حکم اعدام شما، شما باید بدانید که با چه کسی معامله می‌کنید. من گارگین نژده، من دشمن سر سخت بلشویسم هستم. زندگی خود را فدای آزادی و استقلال سرزمین، مردم خود کردم. من کوهستان زنگه‌زور را در مقابل یورش تُرکها و بلشویک دفاع کردم. چطور ممکن است من از اعدام به هراسم؟ بسیاری من را تهدید کردند اما به نتیجه‌ای نرسیدند.»
در نوامبر ۱۹۴۶ میلادی نژده را به ارمنستان می‌فرستند و در سال ۲۴ آوریل ۱۹۴۸ میلادی او را به ۲۵ سال زندان محکوم می‌کنند.

## درگذشت

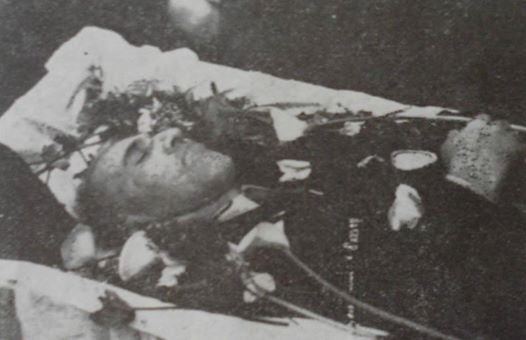
گارگین نژده

گارگین نژده در سال ۱۹۵۵ میلادی در سن ۶۹ سالگی در زندان فوت می‌کند ساعت و لباس‌های او به غیر از نوشته‌هایش که در زندان نوشته بود را به برادرش لوون تحویل می‌دهند. شوروی اجازه انتقال جسد به ایروان را نمی‌دهد و در شهر ولادیمیر به خاک سپرده می‌شود.
در سال ۳۱ اوت ۱۹۸۳ میلادی بقایای بدن او را به‌طور مخفیانه توسط نزدیکانش از ولادیمیر به ارمنستان شوروی منتقل می‌کنند. در ۷ اکتبر ۱۹۸۳ بر طبق وصیتش دست راست نژده را در دامنه کوه خوستوپ به خاک سپرده می‌شود. بقایای بدن او در انبار خانه یکی از نزدیکانش در روستای کوتایک تا ۹ می ۱۹۸۷ نگه داشته شده بود تا اینکه به‌طور مخفیانه او را به وایوتس‌جور منتقل می‌کنند.
تا اینکه در حیاط کلیسای اسپیتاکاوور در نزدیکی شهر یغگنادزور می‌باشد به خاک سپرده می‌شود.
گارگین نژده به پاس فداکاری‌هایش مفتخر به مدال‌های: مدال شجاعت از بلغارستان و صلیب سنت جرج و حکم مدال ولادیمیر و آنا از روسیه شده بود.

## جستارهای وابسته

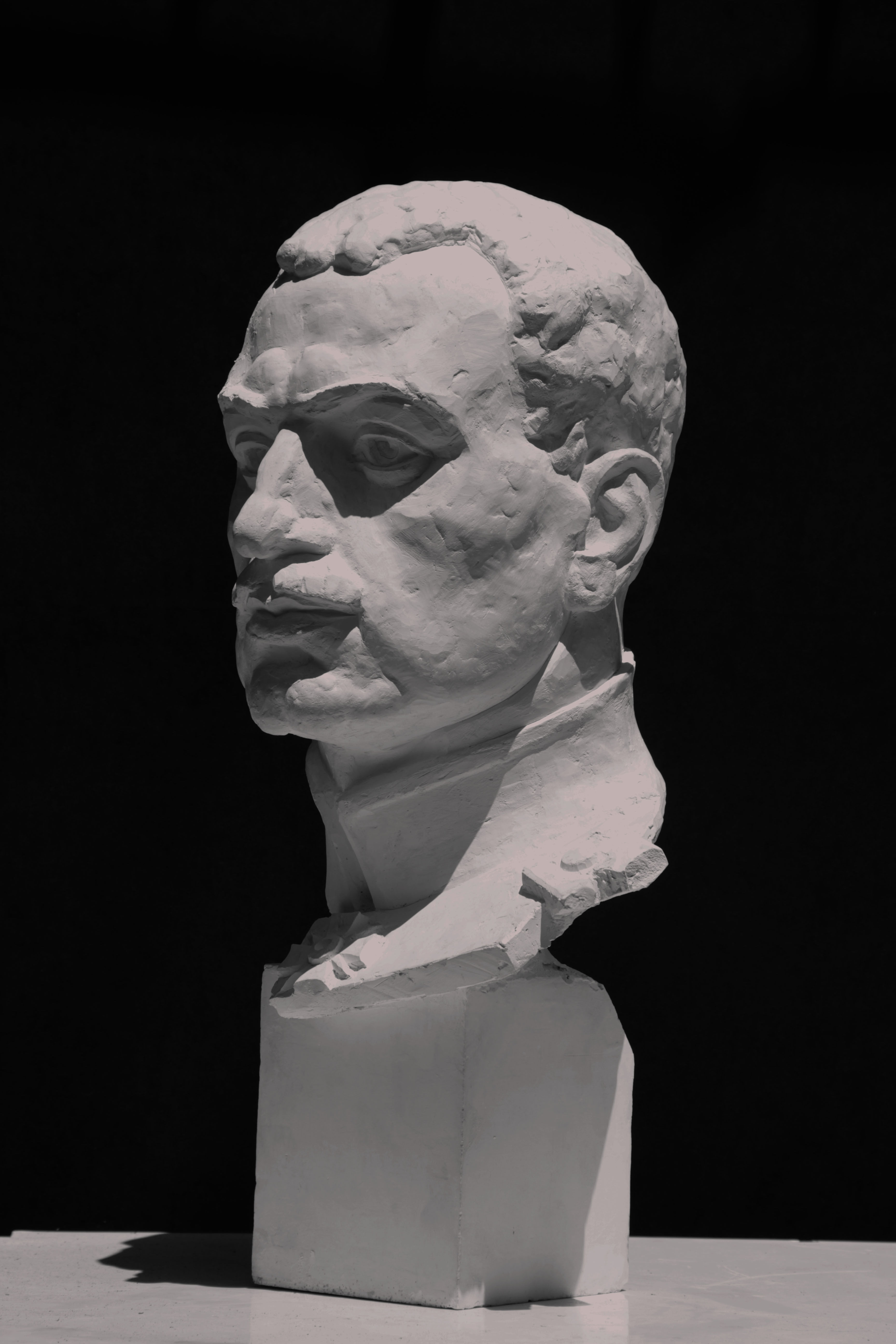